# Hypericum delphicum
Hypericum delphicum är en johannesörtsväxtart som beskrevs av Pierre Edmond Boissier och Heldr.. Hypericum delphicum ingår i släktet johannesörter, och familjen johannesörtsväxter. Inga underarter finns listade i Catalogue of Life.